# 448-as busz
A 448-as jelzésű autóbusz Kistarcsa, Megyei kórház és Dány, autóbusz-forduló között közlekedik, szombaton és munkaszüneti napokon, irányonként 1-1 indulással.

## Megállóhelyei
| 0  | Kistarcsa, Megyei kórház végállomás  | 33 | 92, 92A 410, 430, 440, 441, 449, 504 |
| 1  | Kistarcsa, vendéglő                  | 32 | 410, 430, 440, 441, 449, 504 1040, 1049, 1077, 1078 |
| 2  | Kerepes, Templom tér                 | 31 | 410, 430, 440, 441 1040, 1049, 1077, 1078 |
| 3  | Gödöllő, Szabadság tér               | 30 | 317, 324, 402, 412, 422, 432, 442, 446, 447, 450, 451, 452, 453, 454, 455, 464, 466, 470, 471, 472, 473, 474, 475, 476, 477, 478, 479 |
| 4  | Gödöllő, autóbusz-állomás            | 29 | 317, 324, 402, 404, 405, 406, 407, 410, 412, 422, 426, 430, 432, 440, 441, 442, 444, 446, 447, 450, 451, 452, 454, 455, 461, 463, 464, 465, 466, 468, 469, 470, 471, 472, 473, 474, 475, 476, 477, 478, 479 1040, 1049, 1052, 1076, 1077, 1078 |
| 5  | Gödöllő, Szabadság tér               | 28 | 317, 324, 402, 412, 422, 432, 442, 446, 447, 450, 451, 452, 453, 454, 455, 464, 466, 470, 471, 472, 473, 474, 475, 476, 477, 478, 479 |
| 6  | Gödöllő, Török Ignác utca            | 27 | 446, 447, 466, 470, 477 |
| 7  | Gödöllő, vasútállomás                | 26 | 440, 441, 442, 444, 446, 447, 465, 466, 470, 472 1076, 1077, 1078 S80 G80 InterRégió, expresszvonat |
| 12 | Gödöllő, Fürdő utca                  | 25 | 446, 447, 466 |
| 13 | Gödöllő, Isaszegi út 90.             | 24 | 446, 447, 466 |
| 14 | Gödöllő, Oltóanyag-ellenőrző Intézet | 23 | 446, 447, 466 |
| 15 | Gödöllő, méhészet                    | 22 | 446, 447, 466 |
| 16 | Gödöllő, baromfitelep                | 21 | 446, 447, 466 S80 |
| 17 | Gödöllői Gépgyár                     | 20 | 446, 447, 466 |
| 18 | Isaszeg, Hold utca                   | 19 | 446, 447 |
| 19 | Isaszeg, Toldi Miklós utca           | 18 | 446, 447 |
| 20 | Isaszeg, vasútállomás bejárati út    | 17 | 446, 447, 484 |
| 21 | Isaszeg, vasútállomás                | 16 | 446, 447, 484 S80 |
| ∫  | Isaszeg, vasútállomás bejárati út    | 15 | 446, 447, 484 |
| 22 | Isaszeg, Kossuth utca 37.            | 14 | 446, 447, 484 |
| 23 | Isaszeg, Madách utcai iskola         | 13 | 446, 447, 484 |
| 24 | Isaszeg, Lignifer Kft.               | 12 | 446, 447, 484 |
| 25 | Isaszeg-Szentgyörgypusztai erdészet  | 11 | 446, 447, 484 |
| 26 | Isaszeg-Szentgyörgypuszta            | 10 | 446, 447, 484 |
| 27 | Isaszegi fácános                     | 9  | 446, 447, 484 |
| 28 | Dány-Szentkirályi erdészlak          | 8  | 446, 447, 484 |
| 29 | Dány-Szentkirály, felső              | 7  | 446, 447, 484 |
| 30 | Dány-Szentkirály, alsó               | 6  | 446, 447, 484 |
| 31 | Dány, sülysápi elágazás              | 5  | 446, 447, 484 |
| 32 | Dány, Ady Endre utca                 | 4  | 446, 447, 484 |
| 33 | Dány, Bethlen Gábor út               | 3  | 446, 447, 484 |
| 34 | Dány, Szőlő körút                    | 2  | 446, 447, 484 |
| 35 | Dány, temető                         | 1  | 446, 447, 484 |
| 36 | Dány, autóbusz-forduló végállomás    | 0  | 446, 447, 484 |